# العلاقات البليزية الغرينادية
العلاقات البليزية الغرينادية هي العلاقات الثنائية التي تجمع بين بليز وغرينادا.

## مقارنة بين البلدين
هذه مقارنة عامة ومرجعية للدولتين:
| وجه المقارنة                                              | بليز         | غرينادا                                |
| --------------------------------------------------------- | ------------ | -------------------------------------- |
| المساحة (كم2)                                             | 22.97 ألف    | 348                                    |
| عدد السكان (نسمة)                                         | 374.68 ألف   | 107.83 ألف                             |
| الكثافة السكانية (ن./كم²)                                 | 16.31        | 30.99 ألف                              |
| العاصمة                                                   | بلموبان      | سانت جورجز                             |
| اللغة الرسمية                                             | لغة إنجليزية | لغة إنجليزية، إنكليزية غرنادة المولدة ‏ |
| العملة                                                    | دولار بليزي  | دولار شرق الكاريبي                     |
| الناتج المحلي الإجمالي (بليون دولار)                      | 1.84 مليار   | 1.12 مليار                             |
| الناتج المحلي الإجمالي (تعادل القوة الشرائية) بليون دولار | 3.05 مليار   | 1.45 مليار                             |
| الناتج المحلي الإجمالي الاسمي للفرد دولار أمريكي          | 4.88 ألف     | 9.21 ألف                               |
| الناتج المحلي الإجمالي للفرد دولار أمريكي                 | 8.42 ألف     | 12.43 ألف                              |
| مؤشر التنمية البشرية                                      | 0.715        | 0.750                                  |
| رمز المكالمات الدولي                                      | +501         | +1473                                  |
| رمز الإنترنت                                              | .bz          | .gd                                    |
| المنطقة الزمنية                                           | 00           | 00                                     |

## منظمات دولية مشتركة
يشترك البلدان في عضوية مجموعة من المنظمات الدولية، منها:
| علم المنظمة | اسم المنظمة                                                          | تاريخ انضمام بليز | تاريخ انضمام غرينادا |
| ----------- | -------------------------------------------------------------------- | ----------------- | -------------------- |
|             | تحالف الدول الجزرية الصغيرة                                          | ?                 | ?                    |
|             | وكالة حظر الأسلحة النووية في أمريكا اللاتينية ومنطقة البحر الكاريبي ‏ | ?                 | ?                    |
|             | الاتحاد البريدي العالمي                                              | ?                 | ?                    |
|             | يونسكو                                                               | 10 مايو 1982      | 17 فبراير 1975       |
|             | البنك الدولي للإنشاء والتعمير                                        | 19 مارس 1982      | 27 أغسطس 1975        |
|             | منظمة الشرطة الجنائية الدولية                                        | ?                 | ?                    |
|             | الأمم المتحدة                                                        | 25 سبتمبر 1981    | 17 سبتمبر 1974       |
|             | بنك التنمية الكاريبي ‏                                                | ?                 | ?                    |
|             | مجموعة دول أفريقيا والكاريبي والمحيط الهادئ                          | ?                 | ?                    |
|             | مؤسسة التنمية الدولية                                                | 19 مارس 1982      | 28 أغسطس 1975        |
|             | الجماعة الكاريبية                                                    | 1 مايو 1974       | 1 مايو 1974          |
|             | منظمة التجارة العالمية                                               | ?                 | ?                    |
|             | وكالة ضمان الاستثمار متعدد الأطراف                                   | 29 يونيو 1992     | 12 أبريل 1988        |
|             | دول الكومنولث                                                        | ?                 | ?                    |
|             | الاتحاد الدولي للاتصالات                                             | 16 ديسمبر 1981    | 17 نوفمبر 1981       |
|             | مؤسسة التمويل الدولية                                                | 19 مارس 1982      | 28 أغسطس 1975        |
|             | منظمة حظر الأسلحة الكيميائية                                         | ?                 | ?                    |

## وصلات خارجية
- موقع وزارة الخارجية البليزية